# Karl Braun (homme politique, 1807)
Pour les articles homonymes, voir Karl Braun et Braun.
Alexandre Karl Hermann Braun (né le 10 mai 1807 à Plauen et mort le 23 mars 1868 dans la même ville) est un avocat et un homme politique libéral saxon. Pendant la révolution de mars de 1848/49, il préside l'ensemble du ministère saxon.

## Biographie
Braun étudie au lycée de Plauen à partir du 29 septembre 1814 et étudie le droit à l'université de Leipzig de 1824 à 1827. Il prend ensuite le poste de directeur de tribunal sur les manoirs d'Unterlosa et Ruppertsgrün près de Plauen et en même temps il travaille dans le cabinet d'avocats de son père Karl Heinrich Braun. Après le deuxième examen d'État, il s'installe comme avocat dans sa ville natale. En 1830, un mouvement mené par l'avocat de Dresde Christian Gottlieb Eisenstuck (de) conduit à l'introduction de la constitution constitutionnelle en Saxe. Braun est considéré comme un partisan de l'oralité et du public, qu'il défend en 1842 avec Eisenstuck dans une bataille de discours de quatorze jours contre leur adversaire, qui devient plus tard le ministre de la Justice Julius Traugott von Könneritz (de). Dans une collecte publique organisée par le maire d'Adorf, Carl Gotthelf Todt (de), 1 800 thalers sont collectés en peu de temps pour aider Braun à se rendre dans les pays où la procédure orale est pratiquée. Braun refuse l'argent et voyage à ses frais en 1844 en France, en Hollande, en Belgique, en Rhénanie et au Wurtemberg. Il publie les résultats de son voyage dans la rédaction : Pièces principales de la procédure orale publique. Avant de commencer sa carrière politique, Braun travaille comme avocat à Plauen. Il est élu membre en 1839 et président de la seconde chambre du Parlement de l'État de Saxe (de) en 1845. Il est un ardent défenseur de la modernisation du système judiciaire. En 1845, il est élu président du parlement de l'État.
| |  |  |
| Médaille du royaume de Saxe lors de la Révolution de mars, représentant le gouvernement du Premier ministre Braun 1848 avec les ministres Freiherr von der Pfordten, Georgi (de) et von Holtzendorff (de) |  |  |

Le 16 mars 1848, après le renversement du gouvernement de Julius Traugott von Könneritz, il est chargé de former un nouveau gouvernement (le Cabinet de mars saxon), dont il reçoit la présidence et le ministère de la justice. Faute de pouvoir communiquer avec la majorité radicale de la seconde chambre, il démissionne de ses fonctions e 24 février 1849 et est à nouveau membre du parlement de l'État de 1849 à 1850. En mars 1850, il démissionne de son mandat et devient gouverneur de Plauen. Il occupe cette fonction jusqu'à sa mort. En 1867, Braun est membre du Reichstag constitutif de la Confédération d'Allemagne du Nord pour la 23e circonscription de Saxe (Plauen, Oelsnitz, Klingenthal). Au Reichstag, il appartient au groupe parlementaire ancien libéral.
En tant qu'auteur juridique, il contribue au magazine pour la justice et l'administration et les annuaires de droit pénal saxon.

## Travaux
- Hauptstücke des öffentlich-mündlichen Straf-Verfahrens mit Staatsanwaltschaft nach französischer und holländischer Gesetzgebung. Friedrich Fleischer, Leipzig 1845 (books.google.de).
- Die Zins-Wucher-Gesetze, vom Standpunkte der Volkswirthschaft, der Rechtswissenschaft und der legislativen Politik beleuchtet …. v. Zabern, 1856.